# مدرسه کمالیه
مدرسه کمالیه مربوط به سدهٔ ۸ ه.ق است و در یزد، در محله شاه ابوالقاسم واقع شده‌است. این اثر در تاریخ ۲۳ اسفند ۱۳۴۶ با شمارهٔ ثبت ۷۷۲ به‌عنوان یکی از آثار ملی ایران به ثبت رسیده است.